# 永明金融

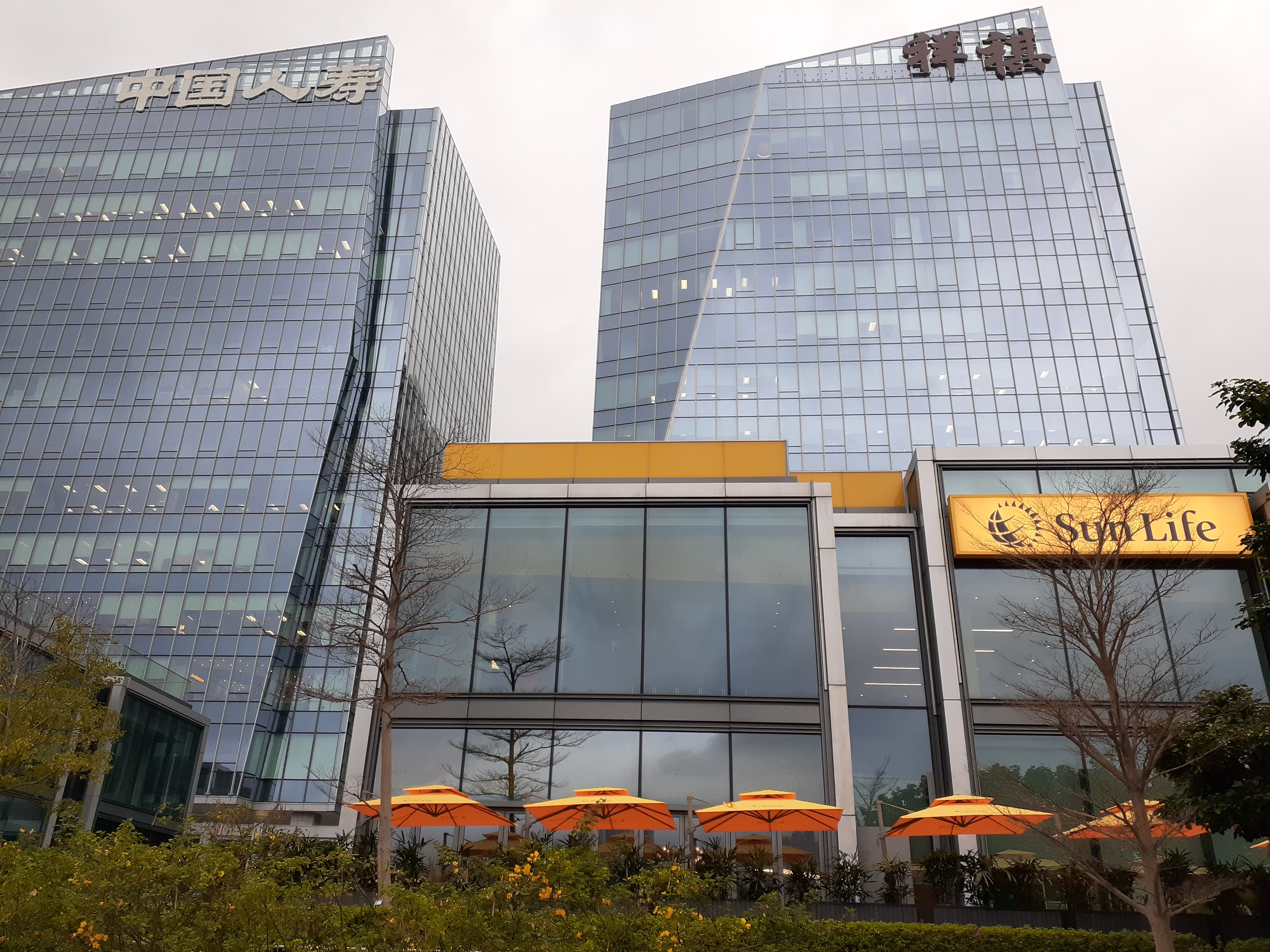
香港永明金融總辦事處位於九龍紅磡祥祺中心（圖中右方建築）

永明金融集團股份有限公司，簡稱永明金融集團股份、永明金融股份，以及永明金融（英語：Sun Life Financial Inc.），在1865年由馬太爾·哈敏頓·古爾特成立，當時名為「滿地可永明保險公司」，現總部位於加拿大安大略省多倫多。

## 历史
現時在加拿大、美國、英國、香港、中国内地、日本、菲律賓、印度尼西亞、印度和百慕達等国家和地区經營退休和投資方案組合商業等有關保險業務，其人民幣計價跨境保險業務曾獲人民幣業務傑出大奬。
而上市地點已有3家，包括多倫多、紐約、和菲律賓。而在2008年，把非核心業務的互惠基金，出售給加拿大豐業銀行，名為CI Financial Income Fund。
2005年7月7日，加拿大永明金融以5.6億加元（約35億港元）收購澳洲聯邦銀行在香港的保險及退休金業務──康聯亞洲及恒富金融。
2016年5月，永明金融成為施羅德投資香港強積金業務的保薦人。相關計劃在2016年3月的資產規模為13億港元。
2016年8月，永明金融收購富衛在香港的強積金及職業退休計劃。
2019年2月4日永明金融呎以租約45元向祥祺集團租用紅磡紅鸞道18號祥祺中心A座6層樓面，分別為2、6、7、8、9及16樓全層，總樓面約133,096平方呎，簽約6年，作為香港總部。
2020年1月16日永明金融香港總部開幕，同年4月1日接手富衛人壽保險強積金服務。

## 卓譽金融
卓譽金融為永明金融全資附屬機構。提供第三者退休金服務，服務對象包括強制性公積金計劃和職業退休計劃。

## 主要附屬及聯營公司

### 附屬公司
- 香港永明金融有限公司
- 永明信託有限公司
- 永明退休金信託有限公司
- 卓譽金融服務有限公司

## 爭議事件
2023年10月13日，有20名透過英國的永明金融中介申請取回強積金（MPF），並持有BNO簽證的香港人，暑假回港期間被廉政公署拘捕。廉政公署證實早前曾經採取執法行動，搗破一個貪污犯罪集團，涉嫌透過貪污及欺詐手段，協助強制性公積金計劃成員使用虛假證明文件及法定聲明，訛稱移居內地而而永久離開香港，申請提早提取強積金。

## 連結
- SunLife.com （页面存档备份，存于）